# Pheidole emersoni
Pheidole emersoni är en myrart som beskrevs av Wheeler 1922. Pheidole emersoni ingår i släktet Pheidole och familjen myror. Inga underarter finns listade i Catalogue of Life.